# 校园蓝调
《校园蓝调》（Varsity Blues）是一部1999年美国運動片，由布莱恩·罗宾斯执导，讲述了一支来自虚构德克萨斯小镇高中橄榄球队的经历。尽管评论褒贬不一，该片美国国内票房大卖，北美首映周末票房排名第一，成为一部邪典电影。

## 剧情
在德克萨斯州西迦南（West Canaan）小镇，乔纳森·“莫克斯”·莫克森（Jonathan “Mox” Moxon） 是高中校橄榄球队西迦南郊狼队（West Canaan Coyotes）的一名替补四分卫。他想要离开得克萨斯州，就读布朗大学。
球队教练巴德·基尔默（Bud Kilmer）是冠军教练，但对待选手过于严厉，导致进攻线卫比利·鲍勃（Billy Bob）受伤失去了佛罗里达州立大学的橄榄球奖学金。
当基尔默否认自己负有责任，让莫克斯接替兰斯担任队长和首发四分卫。莫克斯讨厌基尔默，在打比赛时并不认真。基尔默发现莫克斯获得了布朗大学的全额学术奖学金，威胁要修改莫克斯的成绩单，除非他听从命令。莫克斯最后联合队员逼走了基尔默。

## 製作
主體拍攝於1998年4月17日開始，於奧斯汀進行製作。